# Cantone di Lumbres
Il Cantone di Lumbres è una divisione amministrativa dell'arrondissement di Saint-Omer e dell'arrondissement di Montreuil-sur-Mer.
A seguito della riforma approvata con decreto del 24 febbraio 2014, che ha avuto attuazione dopo le elezioni dipartimentali del 2015, è passato da 33 a 60 comuni.

## Composizione
I 33 comuni facenti parte prima della riforma del 2014 erano:
- Acquin-Westbécourt
- Affringues
- Alquines
- Bayenghem-lès-Seninghem
- Bléquin
- Boisdinghem
- Bouvelinghem
- Cléty
- Coulomby
- Delettes
- Dohem
- Elnes
- Escœuilles
- Esquerdes
- Hallines
- Haut-Loquin
- Ledinghem
- Leulinghem
- Lumbres
- Nielles-lès-Bléquin
- Ouve-Wirquin
- Pihem
- Quelmes
- Quercamps
- Remilly-Wirquin
- Seninghem
- Setques
- Surques
- Vaudringhem
- Wavrans-sur-l'Aa
- Wismes
- Wisques
- Zudausques

Dal 2015 i comuni appartenenti al cantone sono i seguenti 60:
- Acquin-Westbécourt
- Affringues
- Aix-en-Ergny
- Alette
- Alquines
- Audrehem
- Avesnes
- Bayenghem-lès-Seninghem
- Bécourt
- Beussent
- Bezinghem
- Bimont
- Bléquin
- Boisdinghem
- Bonningues-lès-Ardres
- Bourthes
- Bouvelinghem
- Campagne-lès-Boulonnais
- Clenleu
- Clerques
- Cléty
- Coulomby
- Dohem
- Elnes
- Enquin-sur-Baillons
- Ergny
- Escœuilles
- Esquerdes
- Haut-Loquin
- Herly
- Hucqueliers
- Humbert
- Journy
- Ledinghem
- Leulinghem
- Lumbres
- Maninghem
- Nielles-lès-Bléquin
- Ouve-Wirquin
- Parenty
- Pihem
- Preures
- Quelmes
- Quercamps
- Quilen
- Rebergues
- Remilly-Wirquin
- Rumilly
- Saint-Michel-sous-Bois
- Seninghem
- Setques
- Surques
- Vaudringhem
- Verchocq
- Wavrans-sur-l'Aa
- Wicquinghem
- Wismes
- Wisques
- Zoteux
- Zudausques